# Libra bermudeña
La libra bermudeña o bien libra de Bermudas era la moneda isleña intermitente desde 1616 hasta 1652, desde 1793 hasta 1810, desde 1825 hasta 1831 y desde 1914 (solo billetes) y 1959 (con acuñación de monedas) hasta 1966, utilizada en las islas de Bermudas que inicialmente eran una colonia atlántica de la Compañía de las Islas Sommers y después colonia de la corona del Reino de Inglaterra desde 1684 y posteriormente, luego de las Actas de Unión de 1707 y de 1800, un territorio de ultramar del Reino Unido. Equivalía a la libra esterlina, circulando a la par cuando poseía monedas propias o coloniales y estaba dividida en 20 chelines, cada uno de ellos dividido, a su vez, en 12 peniques.

## Historia
Las primeras monedas propias de Bermudas fueron acuñadas en latón por los primeros colonizadores provenientes de Virginia y este tipo de piezas se la denominaba «moneda del cerdo» («hogge money», en inglés) con denominaciones en peniques emitidos ca.1616, y el nombre deriva de la impresión de un cerdo en el reverso. En esta época, Bermudas se la conocía como Sommer Island —nombre derivado de su descubridor George Somers que era entonces almirante de la Compañía de Virginia— y así aparece en las monedas.

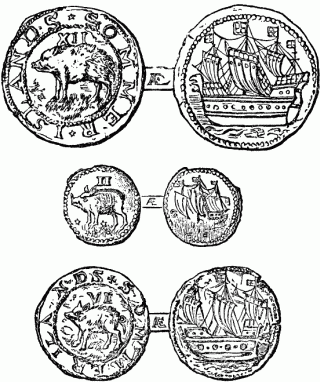
Imágenes de anversos y reversos de las «monedas del cerdo» de las islas Bermudas.

Posteriormente con varios pobladores bermudeños colonizaron y crearon la colonia subordinada de la isla Providencia y dependencias en 1629, por lo que llevaron sus «moneda del cerdo» bermudeñas, además de los escasos peniques de cobre de la libra esterlina, pero los colonizadores fueron desalojados y fue repoblada en 1641 con una guarnición por los españoles (que se mantuvo hasta 1666 y los corsarios ingleses de Jamaica comandados por Henry Morgan la recuperarían en 1665 y desde 1670 hasta 1786).

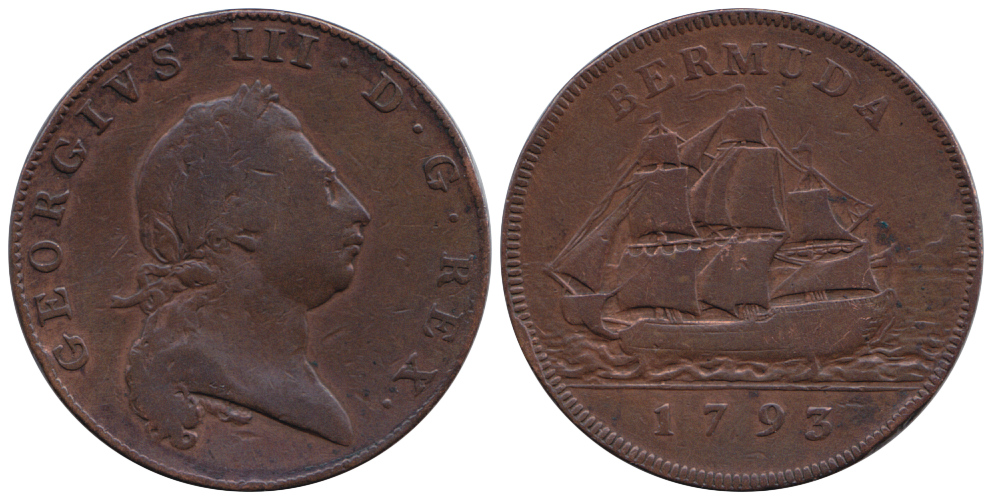
Penique 1793, Jorge III.

Luego de circular a la par con las escasas libras esterlinas y con el chelín colonial angloamericano «de la bahía» desde 1652, «de la rosa americana» y las «de Hibernia» desde 1722, las de «voce populi», las de «Pitt tokens» y los «cobres de la ceca de Machin» (Machin's Mills coppers, en inglés), todas desde 1760 hasta 1790 y circularon hasta que se volvió a acuñar monedas propias en 1793: 1 penique de cobre.
Dichos peniques se reacuñaron en los años siguientes con la misma fecha hasta que reaparecieron desde 1810 hasta 1825 unas fichas comerciales de Norteamérica británica o «fichas del barco» de 1⁄2 penique de cobre —«North America tokens» en inglés, con falso año impreso de 1781 para evadir impuestos canadienses— como remanente colonial del antedicho chelín de la América británica, luego de la Declaración de Independencia de los Estados Unidos, que también circuló en el Caribe y en la colonia de Berbice del norte de Sudamérica.
El dólar del ancla de las Indias Occidentales Británicas también se usó en toda la América británica en 1822 y se utilizó hasta 1825, para volver a usar las monedas del  chelín de la América británica desde 1831 a la par de los peniques de 1793 que se reacuñarían nuevamente, hasta que finalmente todas las monedas propias circulantes serían desmonetizadas en 1842.
Las islas Bermudas, junto a las Bahamas con las islas Turcas y Caicos (hasta 1873) y las del mar Caribe como las Antillas Menores, excepto Jamaica y dependencias, comenzarían a usar monedas coloniales fraccionarias del dólar de Guayana Británica e Indias Occidentales desde 1838 hasta 1916, estas eran de 2 y 4 peniques de plata .925.
En 1914 comenzó a emitir billetes de una libra y posteriormente a falta de acuñación de moneda colonial volvería a adoptar las de la libra esterlina y en 1942 los 3 peniques de plata baja del chelín colonial hasta que en 1959 y 1964, se emitieron monedas propias de 1 corona (5 chelines) utilizadas hasta 1970.

## Monedas
En la lista subsiguiente se detallan cada una de las monedas acuñadas en las islas Bermudas:
- 1 penique de cobre con año 1793 (con reacuñaciones con misma fecha en diferentes años sin determinar y todos desmonetizados en 1845) que presenta en el anverso un gran barco de vela con tres mástiles en el mar y que muestra encima el nombre moderno de las islas en singular: BERMUDA, y en el exergo la fecha antedicha. En el reverso con busto del rey con cabello recogido y laureado, presentando en el hombro con monograma con letras incusas en mayúsculas: DROZ.F, y todo orlado con leyenda en latín: GEORGIVS III * D * G * REX * (Jorge III, rey por la gracia de Dios).[4]
- 2 peniques de latón de 1,7 g y 18 mm de diámetro, de alrededor del año 1616 (sin fecha impresa) que presenta en el anverso un gran barco de vela con tres mástiles entre las siglas: S I (Sommer Islands o islas de Verano o de Somers, en español) en círculo de puntos, y en el reverso posee un cerdo que en cuyo lomo muestra el valor en número romano: II, y también rodeados por círculo punteado.[1]
- 3 peniques de latón de 1,96 g y 19 mm de diámetro de alrededor de 1616 (sin fecha impresa), semejante al anterior con la diferencia del valor: III.[1]
- 6 peniques de latón de 3,8 g y 25 mm de diámetro de alrededor del año 1616 (sin fecha impresa) que presenta en el anverso un gran barco de vela con tres mástiles y grandes o pequeños pórticos (dos variantes) en círculo de puntos y en el reverso posee un cerdo que en cuyo lomo muestra el valor en número romano: VI, también rodeados por círculo punteado y orlado con la leyenda en inglés: SOMMER * ILANDS.[1]
- 12 peniques (1 chelín) de latón de 5,86 g y 29 mm de diámetro de alrededor de 1616 (sin fecha impresa), semejante al anterior con la salvedad de que en el anverso solo presenta pequeños pórticos y puede tener grandes o pequeñas velas (dos variantes) y en el reverso con la diferencia del valor: XII y orlado con la leyenda en inglés: SOMMER * ISLANDS.[1]
- 1 corona (5 chelines) de plata .925 con año 1959.
- De plata .500 con año 1964.

## Billetes
No se realizó ninguna otra emisión hasta 1914, cuando el gobierno emitió billetes de una libra, con más valores apareciendo a partir de 1920. Bermudas dejó de utilizar la libra de Bermudas en 1970 cuando cambió al dólar bermudeño, empezando con él a utilizar un sistema decimal (un dólar = 100 peniques).